# 拉科夫尼克

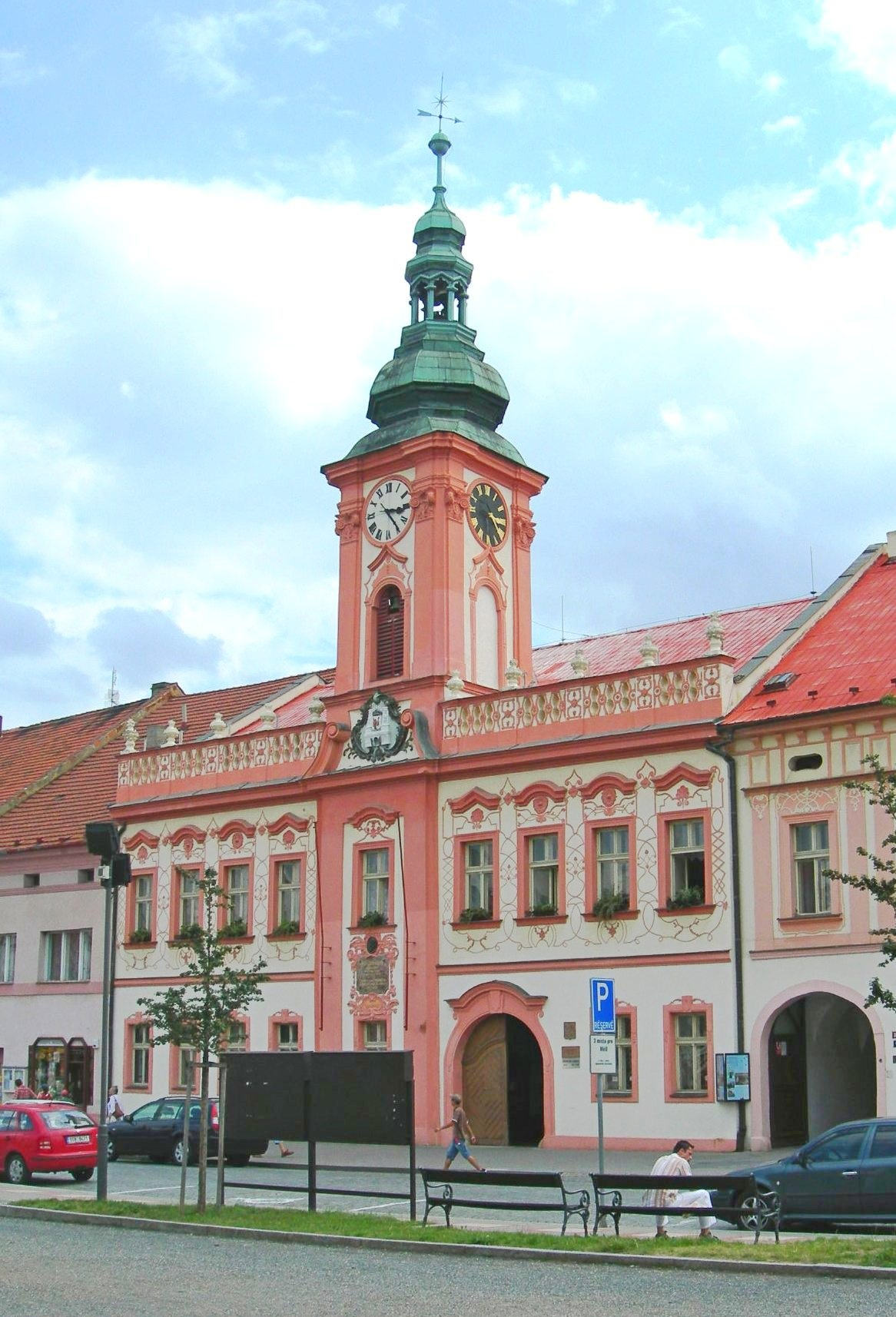

拉科夫尼克是捷克的城鎮，位於該國西部，由中波希米亞州負責管轄，面積18.5平方公里，海拔高度322米，鎮上的釀酒廠建於1454年，2010年人口16,024。

## 友好城市
- 德国迪岑巴赫
- 俄羅斯伊斯特拉
- 荷蘭韦尔特
- 斯洛伐克克拉洛夫斯基赫爾梅克
- 波蘭科希強

## 外部連結
- Municipal website (in Czech) （页面存档备份，存于）